# 3-as busz (Balatonfüred)
A balatonfüredi 3-as jelzésű autóbusz az Autóbusz-állomás – Óváros – Arács – Strandok – Kiserdő – Autóbusz-állomás útvonalon közeledik körjáratként. Ellenkező irányba a 4-es busz szállítja az utasokat. A vonalat a Volánbusz üzemelteti.

## Közlekedése
Minden nap kb. kétóránként közlekedik.
Reggelente az 5.23 órakor közlekedő járatok a Volán-teleptől indulnak.

## Útvonala
| Autóbusz-állomás → Óváros → Arács → Strandok → Kiserdő → Autóbusz-állomás |
| --- |
| Autóbusz-állomás (vasútállomás) vá. – Castricum tér – Horváth Mihály utca – Fürdő utca – Lapostelki utca – Bajcsy-Zsilinszky utca – Dózsa György utca – Kossuth Lajos utca – Szent István tér – Arácsi út – Lóczy Lajos utca – Bata liget – Lóczy Lajos utca – Deák Ferenc utca – Munkácsy Mihály utca – Germering utca – Petőfi Sándor utca – Jókai Mór utca – Horváth Mihály utca – Castricum tér – Autóbusz-állomás (vasútállomás) vá. |

## Megállóhelyei
| 0  | Autóbusz-állomás (vasútállomás) végállomás |                          | Balatonfüred Autóbusz-állomás, Vasútállomás, Castricum tér                                                                                          |
| 1  | Szabadidőközpont                           | 4                        | Balaton Szabadidő- és Konferenciaközpont, Városi Uszoda                                                                                             |
| 3  | Lapostelki út                              | 4                        | |
| 5  | Volán-telep                                | 1, 4                     | Volán-telep, Temető |
| 6  | Kossuth tér                                | 1, 1B, 2, 2B, 4          | Református templom, Evangélikus templom, Városi Könyvtár és Múzeum, Kossuth tér                                                                     |
| 7  | Közösségi ház                              | 1, 1B, 2, 2B, 4          | Közösségi ház, Krisztus Király templom, Városháza, Posta, Kormányablak, Rendelőintézet, Vásárcsarnok, Református Általános Iskola, Szent István tér |
| 8  | Önkormányzat                               | 4, 6, 7                  | Polgármesteri Hivatal, Krisztus Király templom, Rendelőintézet, Posta, Vásárcsarnok                                                                 |
| 9  | Tamási Áron utca                           | 4, 6, 7                  | |
| 10 | Gombás-kúria                               | 4, 6, 7                  | |
| 12 | Bata liget                                 | 4                        | |
| 13 | Arácsi népház                              | 4                        | Arácsi népház, Posta, Arácsi római katolikus templom                                                                                                |
| 15 | Hősök tere                                 | 4, 6, 7                  | Szent Benedek Gimnázium, Szakközépiskola és Kollégium, Temető, Hősök tere                                                                           |
| 16 | Pálóczi Horváth Ádám utca                  | 4, 6, 7                  | |
| 18 | Helka utca                                 | 4                        | Balatonarács |
| 20 | Esterházy strand                           | 4                        | Esterházy strand és Élményfürdő, Tagore sétány |
| 21 | Kisfaludy strand                           | 4                        | Kisfaludy strand |
| 22 | PAV-üdülő                                  | 4                        | Balatoni Vízirendészet |
| 23 | Germering utca                             | 4                        | |
| 25 | Balatonarács, vasúti megállóhely           | 4                        | Balatonarács |
| 26 | Kiserdő                                    | 4, 6, 7                  | Kiserdő |
| 27 | Arany Csillag Szálló                       | 4, 6, 7                  | Arany Csillag Szálló, Posta |
| 28 | Horváth Mihály utca                        | 1, 1B, 2, 2B, 4, 5, 6, 7 | Rádiómúzeum |
| 29 | Autóbusz-állomás (vasútállomás) végállomás | 1, 1B, 2, 4, 5, 6, 7     | Balatonfüred Autóbusz-állomás, Vasútállomás, Castricum tér                                                                                          |